# Azadkənd (Sabirabad)
Azadkənd è un comune dell'Azerbaigian situato nel distretto di Sabirabad. Conta una popolazione di 1 739 abitanti.